# مراحل نمو الطفل
مراحل نمو الطفل هي المراحل النظرية لنمو ونشأة الطفل، وبعضها تم التأكيد عليه في نظريات الأصلية. تتناول هذه المقالة مراحل النمو الأكثر قبولًا لدى الأطفال. يوجد تباين كبير من حيث ما يعتبر طبيعيًا بسبب التباين في العوامل الوراثية والمعرفية والجسدية والعائلية والثقافية والتغذوية والتعليمية والبيئية. يصل العديد من الأطفال إلى بعض أو معظم هذه المعالم في أوقات مختلفة عن المعتاد.
يرى التطور الشامل الطفل في الدورة، كشخص كامل - جسديًا وعاطفيًا وفكريًا واجتماعيًا وأخلاقيًا وثقافيًا وروحيًا.
يتضمن التعلم عن نمو الطفل دراسة أنماط النمو والتطور، والتي من خلالها تفسر المبادئ التوجيهية للنمو الطبيعي. تسمى المعايير التنموية أحيانًا المعالم - فهي تحدد النمط المعترف به للتطور الذي يُتوقع من الأطفال اتباعه
يتطور كل طفل بطريقة فريدة ومع ذلك، فإن استخدام المعايير يساعد في فهم هذه الأنماط العامة للتنمية مع إدراك الاختلاف الواسع بين الأفراد. تركز هذه الصفحة في الغالب على التطور اللغوي.
تتمثل إحدى طرق التعرف على اضطرابات النمو المنتشرة في فشل الأطفال في تلبية مراحل التطور في الوقت المناسب أو على الإطلاق.

## جدول المعالم
| المعالم التنموية | | | | |
| العمر            | الحركة | الكلام | السمع والرؤية | اجتماعيًا                                                                                                   |
| 1–1.5 شهر        | عند رفعه في وضع مستقيم، يبقي الرأس منتصبًا وثابتًا. | كلام وثرثرة للآباء والأشخاص الذين يعرفونهم                                                                       | يركز على الآباء. | · يحب النظر إلى الوجوه الجديدة · • يبدأ في الابتسام للوالدين · • تجذب انتباههم الضوضاء المفاجئة            |
| 1.6–2 شهر        | عند الانبطاح، يرفع ذراعيه؛ يتدحرج من جانب إلى آخر. | • ينطق · هز (يصدر أصواتًا تشبه الحروف المتحركة) أو الثرثرة.                                                       | يركز على الأشياء وكذلك البالغين | · • يحب النظر إلى الوجوه الجديدة · • يبتسم للوالد · • البدء في الابتسام                                    |
| 2.1–2.5 شهر      | · تدحرج من البطن إلى الجانب · يستريح على المرفقين ويرفع الرأس 90 درجة · • يجلس مدعومًا باليدين ورأسه ثابتًا لفترة قصيرة | · تغيير الأصوات أثناء النطق، "eee-ahhh" · يلفظ لإشراك شخص ما في التفاعل · نفخ الفقاعات · لعب باللسان مع ضحك عميق | · • اعتبار اليد: اتباع اليد بالعيون · • رؤية لون شبيهة بالبالغين. | يعمل على ممارسة المهارات البصرية الناشئة. لوحظ أيضا في الأطفال المكفوفين                                   |
| 3 أشهر           | · منبطح: الرأس مرفوع لفترات طويلة · • لا يوجد رد فعل فهم | يصدر أصواتًا متحركة                                                                                               | • يتبع لعبة تتدلى من جانب إلى آخر • يستدير رأسه إلى الصوت. يتبع نظرة البالغين (الاهتمام المشترك) • ظهور حساسية تجاه إشارات بسيطة.                                                       | • الصئيل مع البهجة بشكل مناسب • يميز الابتسامة. يبتسم كثيرا • يضحك على الأشياء البسيطة. • يصل إلى الأشياء. |
| 5 أشهر           | · • يحمل رأسه بثبات · • يذهب للأشياء ويحصل عليها · • الأشياء التي تؤخذ إلى الفم | يستمتع باصدار الاصوات المتحركة                                                                                   | • قادرعلى الوصول إلى الأشياء المعلقة والاستيلاء عليها • ملاحظة الألوان | · • يضبط شكل اليد لشكل قبل الالتقاط                                                                        |
| 6 أشهر           | · ينقل الأشياء من يد إلى أخرى · • يسحب نفسه ليجلس ويجلس منتصبًا مع الدعامات · • يتدحرج من البطن إلى الخلف · • قبضة بالمار ليد مكعب ليد تنسيق العين[6]                                                                            | · • أصوات المقاطع المزدوجة مثل أمي ودادا · • الثرثرة (مجموعات الحروف الساكنة)                                    | · يحدد موقع الصوت 45 سم (18 بوصة) جانبيًا لأي من الأذنين · • حدة البصر مثل البالغين (20/20) · • تظهر الحساسية تجاه إشارات العمق التصويرية (تلك التي يستخدمها الفنانون للإشارة إلى العمق) | قد يظهر قلق الغرباء                                                                                        |
| 9–10 أشهر        | · • التذبذب والزحف · • يجلس بلا دعم · يلتقط الأشياء بإمساك الكماشة | يثرثر برفق | يبحث عن اللعب | متخوف من الغرباء                                                                                           |
| 1 عام واحد       | · • يقف بمساعدة الأثاث · • يقف وحده لمدة ثانية أو ثانيتين، ثم يقع | · يثرثر بكلمتين أو ثلاث كلمات بشكل متكرر                                                                         | يسقط الألعاب ويشاهد أين يذهبون | · • يتعاون مع ارتداء الملابس · • يلوح بالوداع · • يفهم الأوامر البسيطة                                     |
| 18 شهر           | · • يستطيع المشي بمفرده · • يلتقط اللعبة دون أن تسقط · • صعود / نزول السلالم · • يبدأ في القفز بكلتا قدميه · • يمكن بناء برج من 3 أو 4 مكعبات ورمي الكرة · • وضع الإمساك المستلقي عادة ما يُنظر إليه على أنه أول وضع للإمساك به. | المصطلحات اللغوية: العديد من الكلمات المعقولة                                                                    | قادر على التعرف على أغانيه المفضلة، ويحاول مجاراتها. | · • يطالب الأمومة المستمرة · • يشرب من الكوب بكلتا يديه · • يتغذى بالملعقة                                 |

## الطفل حديث الولادة
يحتاج الطفل في هذه الفترة إلى الرضاعة الطبيعية فقط أثبتت الدراسات أن أفضل شيء للطفل هو حليب الأم.
وفي بداية أيام الرضاعة ينتج الثدي سائل اصفر اللون (اللبأ) وهو يغذى طفلك حتى ياتى الحليب فهو غنى بالبروتين والفيتامينات ويحتوى على الأجسام المضادة التي تساعد الطفل على مقاومة الأمراض.

### تطورات النمو:
- الطفل أن يدير رأسه من ناحية لأخرى ويستطيع التمييز بين الظلام والضوء ويتجاوب مع رنين الجرس أو الصوت القوي.
- يفقد الطفل 10 % من وزنه خلال الأسبوع الأول ولكن وزنه يزيد طردياً بعد ذلك.

#### نصائح
- ضعي طفلك على ثدييك بعد الولادة مباشرة وكلما بكى بعد ذلك حتى لو لم يبدأ بعد إفراز اللبن من ثدييك.
- في حالة المغص يمكن استخدام نصف ملعقة صغيرة من ماء غريب
- يستخدم قطرة للعين ثلاث مرات يوميات بعد الولادة مباشرة ولمدة ثلاثة أيام
- الغيار على السرة باستخدام الكحول أربع مرات يوميا
- يعطى 1 ملل فيتامين ك في العضل بعد الولادة مباشرة لجميع الأطفال لتلافى حدوث مرض النزيف في حديثي الولادة.
- يجب متابعة لون الطفل في ضوء النهار أو النيون لمتابعة أي اصفرار في اللون. في نسبة كبيرة من الأطفال قد تظهر الصفراء الفسيولوجية في اليوم الثاني أو الثالث من عمر الطفل وتختفي تلقائيا في خلال أسبوعين ولكنها تحتاج لعلاج ضوئي باستخدام لمبات خاصة أو تغيير الدم إذا زادت عن نسب معينة لذا يجب استشارة الطبيب في اقرب فرصة.

## طفلك في الشهر الثاني
برنامج التغذية :-
- لا ينصح بإعطاء الطفل أي غذاء بخلاف الرضاعة الطبيعية وتستخدم الألبان الصناعية عند الضرورة.
- تعطى الرضعات كل 3 ساعات تقريبا

#### تطورات النمو:-
- يرفع رأسه للحظات وهو نائم على بطنه.
- يثبت رأسه للحظات وهو في الوضع جالسا والأم ممسكه بيديه.
- يبتسم للمداعبة ويتابع الأشياء المتحركة.

## طفلك في الشهر الثالث
برنامج التغذية :-
- لا ينصح بإعطاء الطفل أي غذاء بخلاف الرضاعة الطبيعية.
- تعطى الرضعات كل 3 ساعات تقريبا.

تطورات النمو:-
- يرفع رأسه من 45 درجة إلى 90 درجة وهو نائم على بطنه ويرتكز على كوعه.
- يثبت رأسه عندما يجذب للجلوس.
- يبتسم وحده ويتابع الأشياء المتحركة 180 درجه.
- يصدر أصوات من فمه (يناغي).
- يسمع جيدا وينتبه للأصوات.
- يبدأ في التعرف على المحيطين به ويفرق بينهم.

## طفلك في الشهر الرابع
برنامج التغذية :-
- لا ينصح بإعطاء الطفل أي غذاء بخلاف الرضاعة الطبيعية.
- تعطى الرضعات كل 3 ساعات تقريبا.

تطورات النمو:-
- يرفع رأسه وصدره وهو نائم على بطنه ويرتكز على كوعه.
- يثبت رأسه عندما يجذب للجلوس.
- يبتسم وحده ويحب جدا أن تلاعبيه.
- يسمع جيدا وينتبه للأصوات ويلتفت ناحية الصوت.
- يمسك أي شيء ويقلب فيه ثم يضعه في فمه ليتذوقه.

## طفلك في الشهر الخامس
برنامج التغذية
يبدا بإعطاء الطفل عصير برتقال أو عصير ليمون أو تفاح أو طماطم أو جزر في ميعاد رضعه 5 مساء
- عصير الليمون : نصف فنجان صغير ماء سبق غليه + 2 نقطه ليمون مصفى + قليل من السكر
- عصير البرتقال : نصف فنجان صغير ماء سبق غليه + نصف فنجان صغير برتقال مصفي.
- يمكن إعطاء العصير مضروبا في الخلاط مع إضافة ماء سبق غليه ويعطى بالملعقة.
- نبدا بمعلقة صفيرة أول يوم تزداد تدريجيا بمقدار معلقة حتى 8 ملاعق في اليوم.
- إذا أدى استعمال عصير البرتقال إلى حدوث لين أو اسهال يمكن استبداله بعصير الليمون.

بعد اسبوعين يبدا بإعطاء شوربه الخضار أو تفاح أو كمثري مسلوقة.
- شوربه الخضار : بطاطس – كوسه – جزر وتوضع في لتر ماء وتغلي لمدة ساعة ثم تصفى بمصفاه ضيقة جدا وبدون دعك..... يزداد دعك الشوربه تدريجيا عند عملها بعد ذلك حتى تصبح غليظة القوام.
- يعطى الزبادى في معياد رضعه مساء
- لا تنسي جرعة من فيتامين د والتعرض للشمس يوميا.

تطورات النمو :
- يرفع راسه وصدره مرتكزا على ذراعية الممدودتين وهو نائم على بطنه.
- يجلس مرتكزا على يديه
- يتقلب من بطنه إلى ظهره وبالعكس
- يمسك بيده بعض اللعب إذا وضعت في يده
- يضحك بصوت عالي.